# Ponerorchis chusua
Ponerorchis chusua là một loài thực vật có hoa trong họ Lan. Loài này được (D.Don) Soó miêu tả khoa học đầu tiên năm 1966.